# Michelle Buteau
Michelle Buteau é uma comediante de stand-up,  atriz e anfitriã de podcast estadunidense.

## Início da vida
Buteau nasceu em Nova Jersey, filha de pai haitiano de ascendência libanesa e mãe jamaicana da invasão francesa. Ela frequentou a faculdade, na Universidade Internacional da Flórida e estava pensando em seguir carreira no jornalismo antes de passar para a comédia.

## Carreira
Buteau começou na carreira da comédia poucos dias depois de 11 de setembro de 2001. Depois de cinco anos como uma comediante de stand-up, Buteau conseguiu seu primeiro ponto de televisão no canal Comedy Central.
Em 2017, Buteau foi listada como uma das dez comediantes para assistir pela Revista Esquire.
Em 2018, Buteau começou a ser anfitriã do Final da Noite Sempre!  podcast que foi rotulado como "um dos melhores podcasts de 2018 até agora" pela Revista Time. Buteau também fazia parte da The Comedy Lineup no Netflix onde comediantes promissores têm sets de stand-up de 15 minutos.
Em 2019, Buteau aparece nos filmes: Someone Great, Isn't It Romantic, Sell By e Always Be My Maybe. Ela também começou a ser anfitriã na WNYC podcast, Adulting, com co-anfitrião do Jordão Carlos. Nesse mesmo ano, Buteau apareceu em duas séries de televisão: First Wives Club e Tales of the City. Em 2020, Buteau foi a anfitriã da primeira temporada do The Circle, um reality show na Netflix.

## Vida pessoal
Buteau casou com o fotógrafo holandês Gijs van der Most em 2010. Eles tem dois filhos, Hazel e Otis, que nasceram em janeiro de 2019, através de barriga de aluguel.

## Filmografia
| Ano  | Título original    | Papel            | Notas        |
| ---- | ------------------ | ---------------- | ------------ |
| 2019 | Isn't It Romantic  | Martina          |              |
| 2019 | Almost Love        | Cammy            |              |
| 2019 | Someone Great      | Cynthia          |              |
| 2019 | Always Be My Maybe | Veronica         |              |
| 2020 | Work It            | Veronica Ramirez |              |
| 2020 | Happiest Season    | Trudy            |              |
| 2022 | Marry Me           | ASA              | Pós-produção |
| 2022 | Moonshot           | Captain Tartar   |              |
| ASA  | The Stand-In       | ASA              | Pós-produção |

| Ano       | Título original       | Papel                       | Notas           |
| --------- | --------------------- | --------------------------- | --------------- |
| 2011      | Whitney               | Namorada                    | Piloto          |
| 2012-2013 | Key and Peele         | Esposa, Namorada            | 2 episódios     |
| 2013      | China, IL             | Wendeloquence / Sra. Falgot | 6 episódios     |
| 2014      | Enlisted              | Robinson                    | Elenco de apoio |
| 2015      | The Jim Gaffigan Show | Amelia                      | 1 episódio      |
| 2017      | The Tick              | Beck                        | 2 episódios     |
| 2018      | 2 Dope Queens         | Ela mesma                   | 1 episódio      |
| 2019      | Russian Doll          |                             | 1 episódio      |
| 2019      | First Wives Club      | Bree Washington             | estrelando      |
| 2019      | Tales of the City     | Wrenita Butler              | recorrente      |
| 2019-2020 | Bless the Harts       | Linda / Michelle (voz)      | 7 episódios     |
| 2020      | The Circle            | Ela mesma                   | Host            |

## 30em
1. ↑  «Haitian-Jamaican Comedian Michelle Buteau Launch "Late Night Whenever' Podcast». L'Union Suite. 28 de janeiro de 2018. Consultado em 5 de junho de 2018
2. ↑  «The Sporkful's live podcast with Dash Pashman». p. Minute 1:34
3. ↑  «Michelle Buteau Does The Roommate Thing». YouTube
4. ↑  Sean L. McCarthy (13 de maio de 2013). «Meet Me In New York: Michelle Buteau». Comic's Comic. Consultado em 6 de junho de 2018
5. ↑  Sidney Fussell (3 de março de 2016). «Meet the hilarious comedian taking over Comedy Central's Snapchat». Business Insider. Consultado em 11 de junho de 2018
6. ↑  «Michelle Buteau». Comedy Central. Consultado em 5 de junho de 2018
7. ↑  Jean-Philippe, McKenzie (8 Janeiro de 2020). «"The Circle" Host Michelle Buteau Has Adorable Twin Babies». Oprah Magazine (em inglês). Consultado em 25 Janeiro de 2020
8. ↑  Emily Zemler (16 de fevereiro de 2017). «The 10 Comedians to Watch in 2017». Esquire Magazine. Consultado em 5 de junho de 2018
9. ↑  Danielle Kwateng-Clark (23 de janeiro de 2018). «Comedian Michelle Buteau Is Bringing Her Raw Brand Of Funny To A Weekly Podcast». Essence Magazine. Consultado em 5 de junho de 2018
10. ↑  Lara Zarum (17 de abril de 2018). «Michelle Buteau Is One Dope Talk Show Host». The Village Voice. Consultado em 6 de junho de 2018
11. ↑  «Best Podcasts of 2018 So Far». Time Magazine. 5 de junho de 2018. Consultado em 5 de junho de 2018
12. ↑  Barnana Sarkar (14 de junho de 2018). «Netflix announces roster for 'The Comedy Lineup'». Meaww. Consultado em 15 de junho de 2018
13. ↑  Jason Zinoman (2 de julho de 2018). «A Netflix Experiment Gives Deserving Comics Their 15 Minutes». NY Times. Consultado em 3 de julho de 2018
14. ↑  Dave McNary (30 de maio de 2018). «Keanu Reeves, Daniel Dae Kim Join Ali Wong's 'Always Be My Maybe'». Variety. Consultado em 5 de junho de 2018
15. ↑  «Podcast Directory: Adulting». NPR. Consultado em 26 de Agosto de 2019
16. ↑  Princess Weekes (4 de abril de 2018). «Michelle Buteau Is a Force of Nature in Her New Podcast "Late Night Whenever"». The Mary Sue. Consultado em 5 de junho de 2018
17. ↑  Anne Godlasky (5 de abril de 2018). «Michelle Buteau has a 'plus-sized dream' for Late Night Whenever podcast». USA Today. Consultado em 5 de junho de 2018
18. ↑  Jean-Philippe, McKenzie (8 de Janeiro de 2020). «"The Circle" Host Michelle Buteau Has Adorable Twin Babies». Oprah Magazine (em inglês). Consultado em 25 de Janeiro de 2020
19. ↑  Jean-Philippe, McKenzie (8 de Janeiro de 2020). «"The Circle" Host Michelle Buteau Has Adorable Twin Babies». Oprah Magazine (em inglês). Consultado em 25 de Janeiro de 2020
20. ↑  Buteau, Michelle (19 de Março de 2018). «White People With Ethnic Names». HBO. Consultado em 30 de Março de 2020
21. ↑  «The Stand-In». Cinando. Consultado em 5 de Julho de  2020